# Renault Safrane
Renault Safrane byl automobil vyšší střední třídy vyráběný francouzskou automobilkou Renault . Automobil byl určen především pro náročné automobilisty. Safrane se začal vyrábět roku 1992, kdy nahradil Renault 25. Vyráběl se jedině jako pětidveřový liftback. Byl to první automobil značky Renault, který měl airbagy. Verze Renault Safrane Biturbo z let 1994–1996 disponoval motorem Alpine A610 3.0 V6 193 kW, vůz zrychlil na 100 km/h za 7,2 vteřiny a maximální rychlost měl 250 km/h.
V roce 1996 prošel modernizací, o čtyři roky později byla výroba ukončena a Safrane byl nahrazen modelem Vel Satis. 

## První generace
Specifikace motorů první generace jsou následující:
| Název            | Objem    | Výkon  | Točivý moment           | Převodovka  | Max. rychlost | 0–100 km/h |
| ---------------- | -------- | ------ | ----------------------- | ----------- | ------------- | ---------- |
| 2.1 dT           | 2068 cm³ | 65 kW  | 187 Nm při 2000 ot./min | 5°man       | 177 km/h      | 14,9 s     |
| 2.5 dT           | 2499 cm³ | 83 kW  | 240 Nm při 2400 ot./min | 5°man/4°aut | 195 km/h      | 12,9 s     |
| 2.0 i            | 1995 cm³ | 77 kW  | 155 Nm při 2500 ot./min | 5°man/4°aut | 189 km/h      | 12,5 s     |
| 2.0 Si           | 1995 cm³ | 97 kW  | 170 Nm při 4500 ot./min | 5°man/4°aut | 203 km/h      | 11,2 s     |
| 2.2 i            | 2165 cm³ | 79 kW  | 175 Nm při 2500 ot./min | 5°man       | 189 km/h      | 11,9 s     |
| 2.2 Si           | 2165 cm³ | 101 kW | 182 Nm při 4500 ot./min | 5°man/4°aut | 206 km/h      | 10,2 s     |
| 3.0 i V6         | 2975 cm³ | 123 kW | 235 Nm při 4500 ot./min | 5°man/4°aut | 220 km/h      | 9,6 s      |
| 3.0 i V6 Biturbo | 2975 cm³ | 193 kW | 365 Nm při 2500 ot./min | 5°man       | 250 km/h      | 7,2 s      |

V roce 1996 dostál vůz faceliftu a sestava motorů byla kompletně obnovena následovně:
| Název      | Objem    | Výkon  | Točivý moment           | Převodovka  | Max. rychlost | 0–100 km/h |
| ---------- | -------- | ------ | ----------------------- | ----------- | ------------- | ---------- |
| 2.2 dT     | 2188 cm³ | 83 kW  | 250 Nm při 2000 ot./min | 5°man       | 192 km/h      | 13,2 s     |
| 2.0 16V    | 1948 cm³ | 100 kW | 182 Nm při 4500 ot./min | 5°man/4°aut | 207 km/h      | 10,5 s     |
| 2.5 20V    | 2435 cm³ | 121 kW | 211 Nm při 4600 ot./min | 5°man/4°aut | 220 km/h      | 9,1 s      |
| 3.0 V6 24V | 2946 cm³ | 140 kW | 267 Nm při 4000 ot./min | 4°aut       | 225 km/h      | 9,5 s      |

## Druhá generace
Od roku 2008 se začal opět vyrábět vůz s názvem Renault Safrane, nevyráběl se však již ve Francii, ale v Jižní Koreji a model byl dodáván jen do států v oblasti perského zálivu. Tamním zákazníkům byl dodáván vůz vybavený šestiválcovým motorem s válci uspořádanými do V a automatickou převodovku. Auto bylo postaveno na stejné platformě, kterou používal Renault Samsung SM5. V roce 2009 byl představený v Mexiku.
Roku 2010 nahradil Safrane a Vel Satis vůz Renault Latitude. V Mexiku a státech Perského zálivu se však stále Renault Latitude prodával pod jménem Renault Safrane.

## Galerie

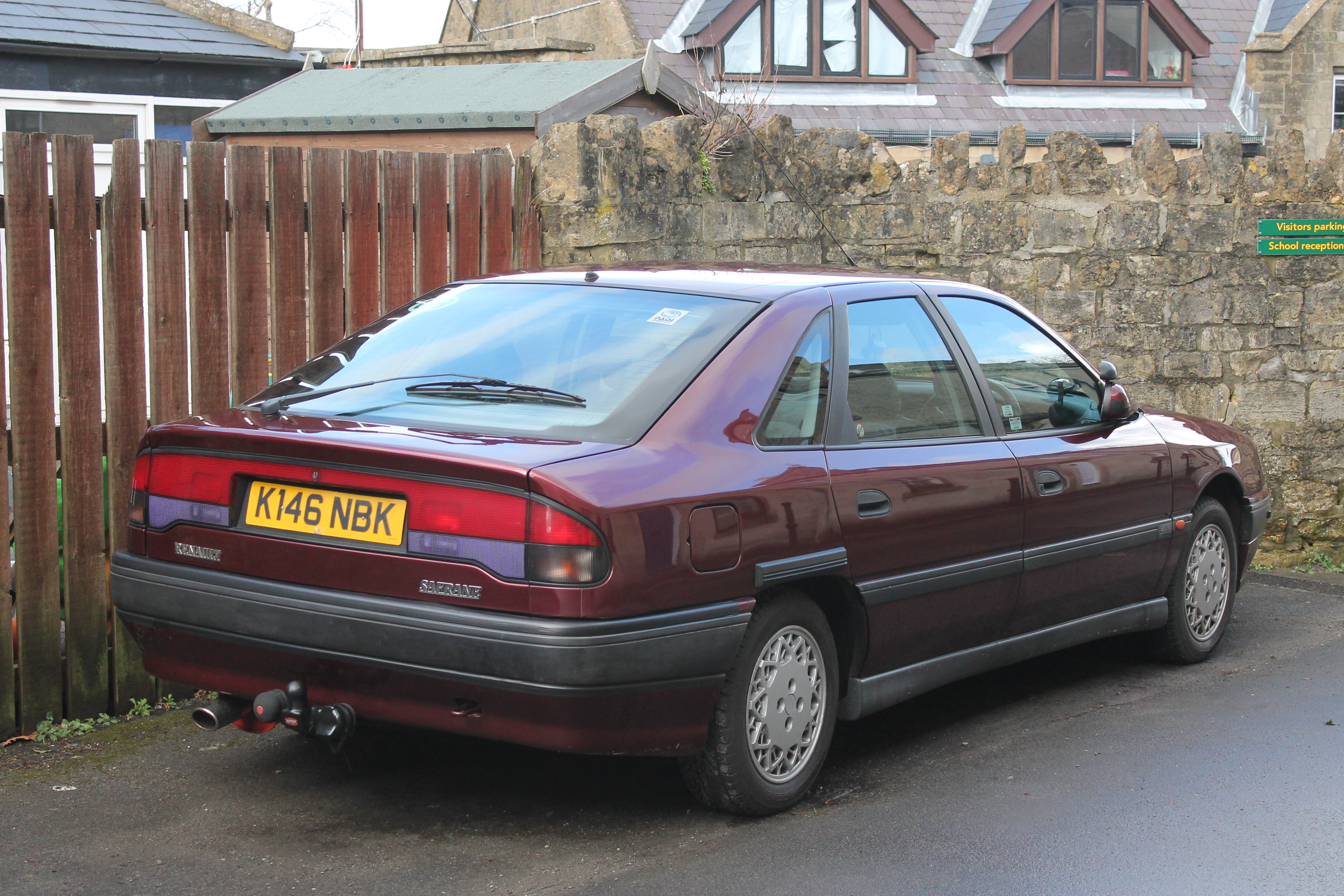
Renault Safrane, zadní část
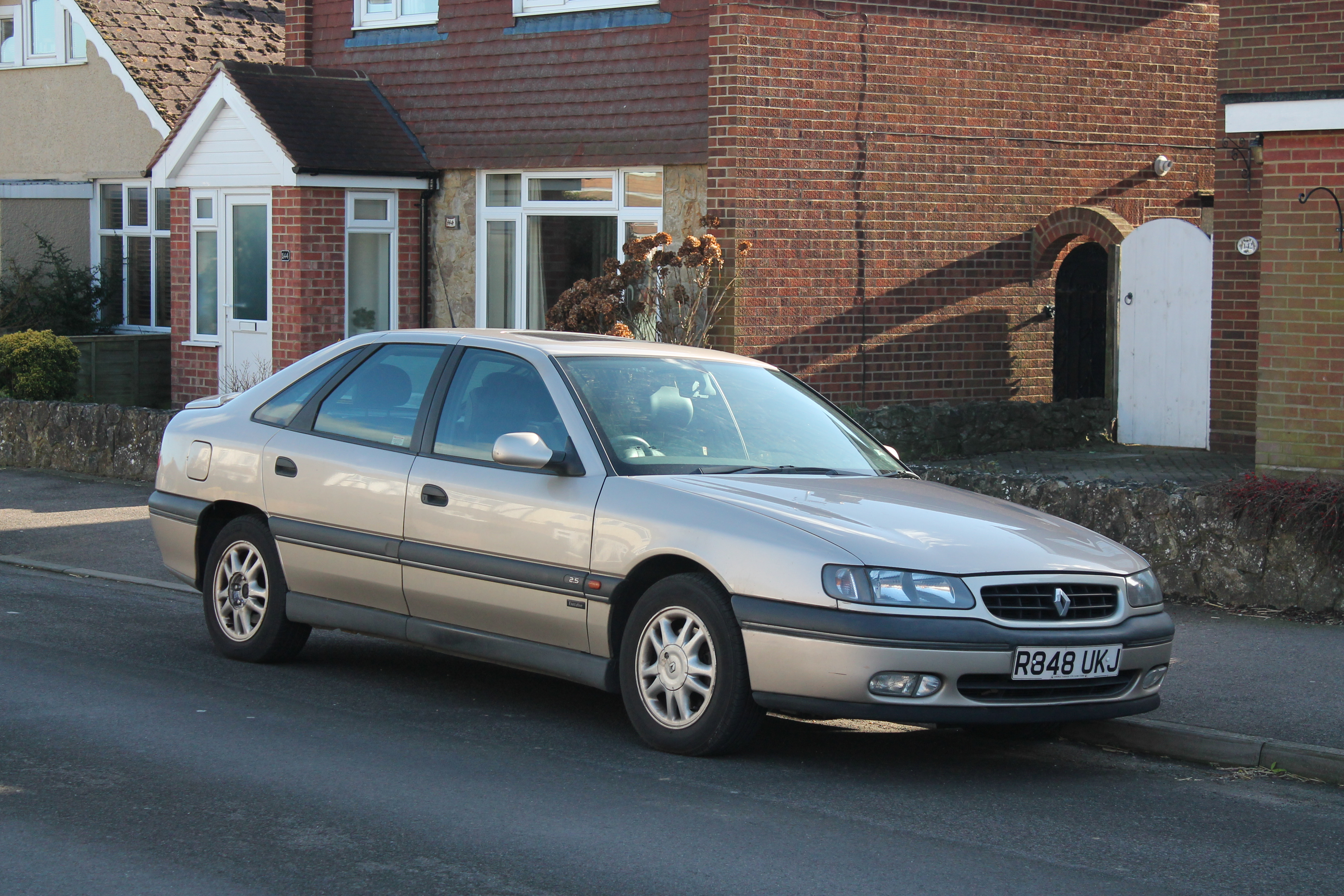
Renault Safrane, facelift
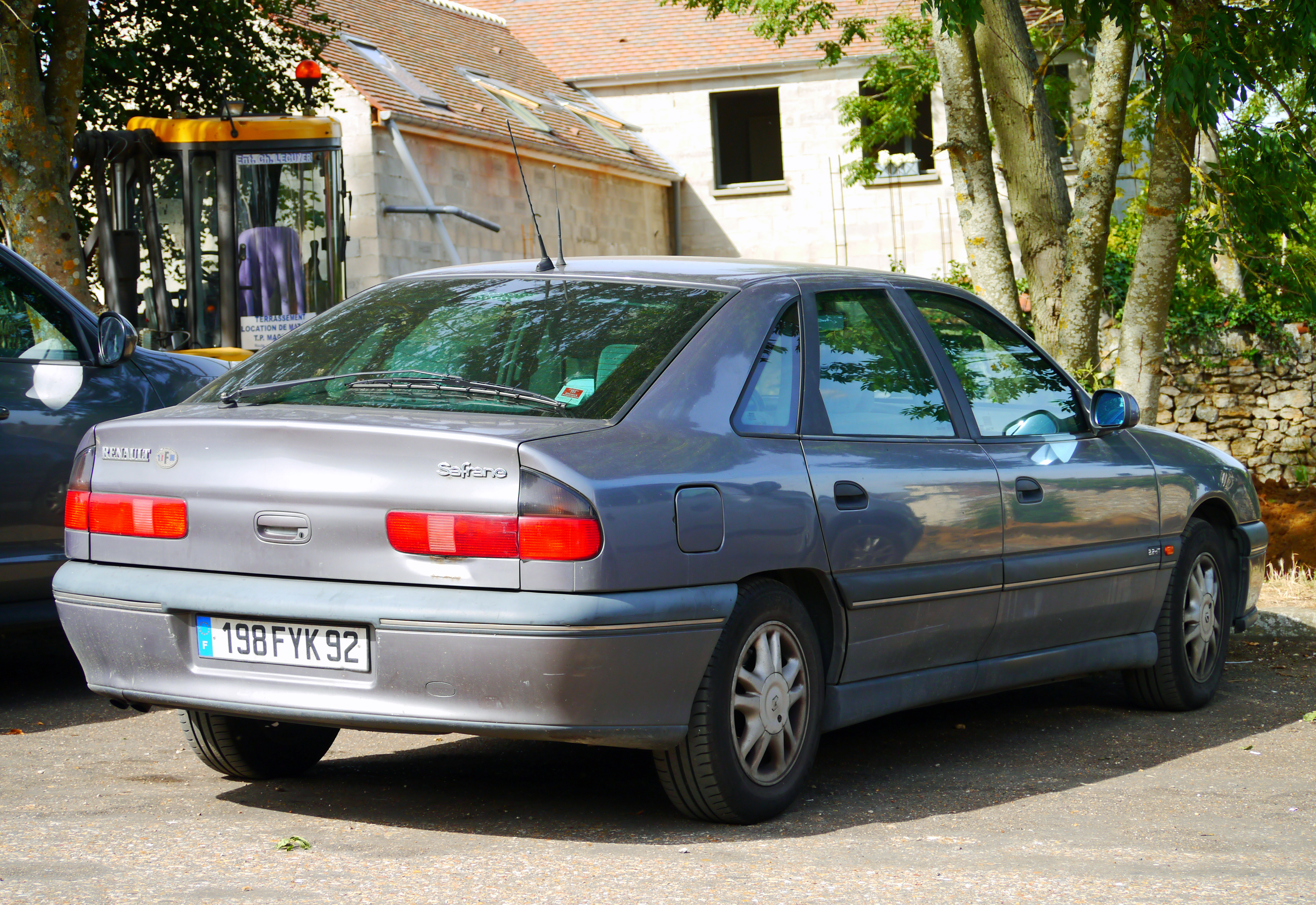
Renault Safrane, facelift zadní část
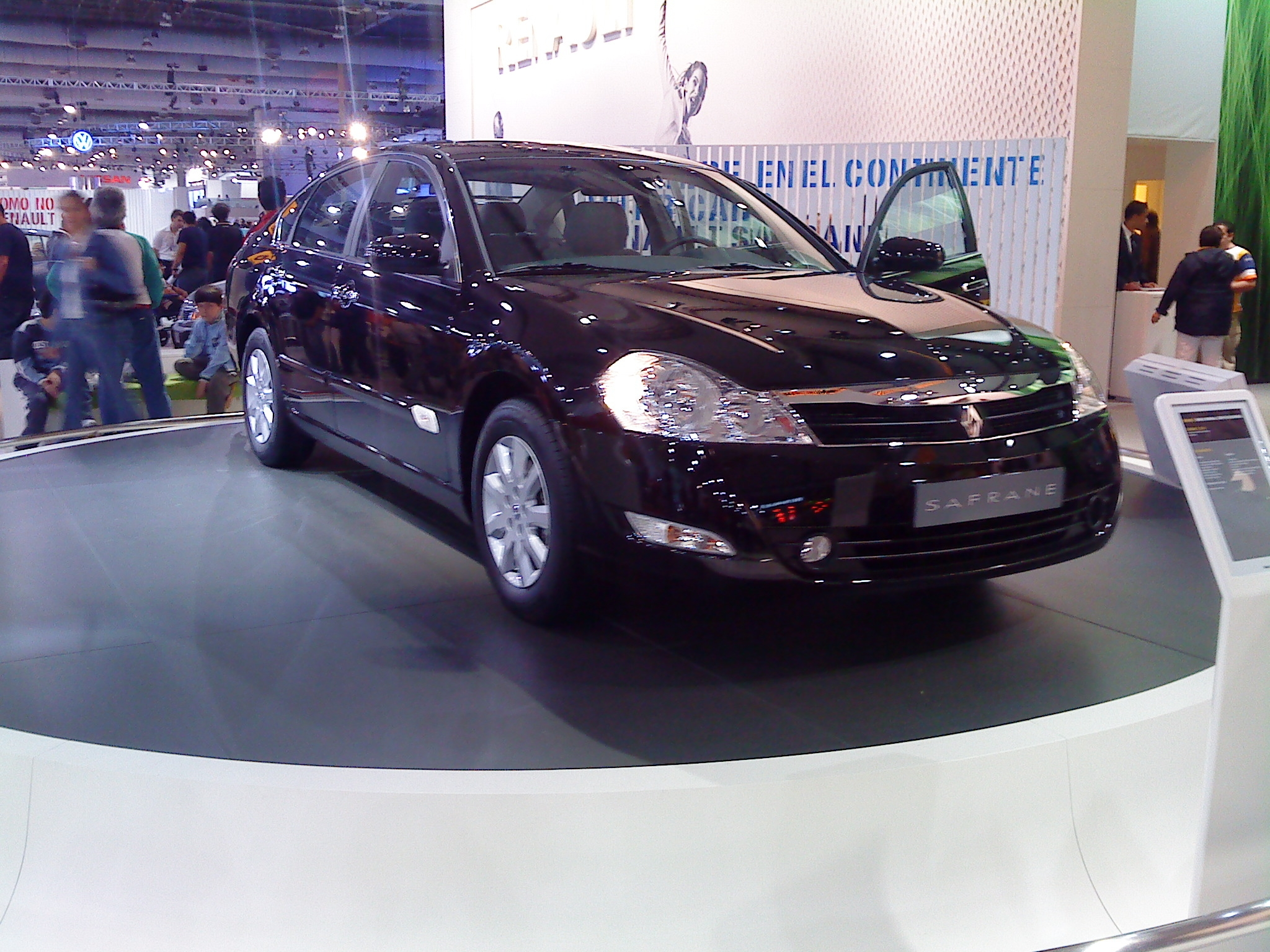
Renault Safrane, druhá generace